# País de Cornualla
El País de Cornualla (en bretó Bro Gerne) és un país situat al departament del Finisterre a la regió Bretanya.

## Territori
Aplega 95 comunes agrupades en les següents estructures intercomunals :
- Comunitats d'aglomeració :

1. de Quimper Comunitat (90.217 hab.)
2. de Concarneau-Cornouaille (50.523 hab.)

- Comunitats de comunes :

1. de l'Cap-Sizun (16.464 hab.)
2. de l'Alt País Bigouden (16.819 hab.)
3. de l'País-Bigouden-Sud (37.472 hab.)
4. de l'País de Châteaulin i del Porzay (16.649 hab.)
5. de l'País de Douarnenez (20.727 hab.)
6. de l'País Fouesnantais (27.151 hab.)
7. de l'País Glazik (10.429 hab.)
8. de l'País de Quimperlé (52.859 hab.)

- Comunes aïllades : Île-de-Sein (244 hab.), Locronan (835 hab.)

Principals viles (INSEE 2009) :
- Quimper (63387 hab.)
- Concarneau (19352 hab.)
- Douarnenez (14842 hab.)
- Quimperlé (110384 hab.)
- Fouesnant (9356 hab.)
- Pont-l'Abbé (8065 hab.)

## Història
- 02-04-1999: primers intents de creació del País de Cornualla
- 06-07-1999: Presentació del projecte de Carta del territori diferents socis
- 21-06-2000: Creació de la Junta de Desenvolupament
- 02-12-2000: segon intent de fundació
- 23-01-2001: Aprovació del projecte de Carta de territori per la Junta de Desenvolupament
- 25-01-2001: Revisió del Projecte de Carta per l'Oficina del País
- 12-02-2003: Signatura del Contracte del País
- 2006: Signatura d'un nou contracte de país
- Gener 2008: Obertura d'un espai infoenergètic
- 2010': Signatura modificant el Contracte de País
- Febrer de 2010: Crea un pol turístic